# Trò chơi âm nhạc
Trò chơi âm nhạc là một chương trình trò chơi truyền hình về âm nhạc, được phát sóng trên kênh VTV3 từ ngày 12 tháng 7 năm 2002 đến ngày 30 tháng 12 năm 2015. Chương trình này là sự kế thừa từ trò chơi Thế kỷ âm nhạc được bắt đầu từ năm 2001, và được Ban Thể thao Giải trí và Thông tin Kinh tế (về sau là Ban Sản xuất các chương trình Giải trí) của Đài Truyền hình Việt Nam sản xuất.
Trong suốt thời gian phát sóng, Trò chơi âm nhạc đã trải qua ba phiên bản với hình thức thể hiện, luật chơi khác nhau. Năm 2005, chương trình bắt đầu được thực hiện theo định dạng quốc tế, khởi đầu với The Lyrics Board của Ireland và sau đó chuyển sang Don't Forget the Lyrics! của Hoa Kỳ vào năm 2012.

## Tổng quan
| # | Phiên bản                | Phát sóng đầu tiên  | Phát sóng cuối cùng  |
| - | ------------------------ | ------------------- | -------------------- |
| 1 | Thuần Việt               | 12 tháng 7 năm 2002 | 29 tháng 7 năm 2005  |
| 2 | The Lyrics Board         | 2 tháng 9 năm 2005  | 31 tháng 10 năm 2012 |
| 3 | Don't Forget the Lyrics! | 7 tháng 11 năm 2012 | 30 tháng 12 năm 2015 |

## Các phiên bản

### Phiên bản thuần Việt (2002–2005)
Phiên bản đầu tiên của Trò chơi âm nhạc được xây dựng từ chương trình Thế kỷ âm nhạc từng được phát sóng trước đó, diễn ra dưới hình thức một cuộc thi âm nhạc. Nội dung của chương trình chỉ đơn giản là hỏi đáp kiến thức âm nhạc thông qua các phần chơi.
Mỗi chương trình bao gồm ba đội ba người chơi, là các thành viên đến từ cùng một trường đại học, cao đẳng hoặc một cơ quan, đoàn thể có chung sở thích về âm nhạc. Các đội tham dự thi đấu với nhau theo hình thức đấu loại trực tiếp. Có tất cả 52 cuộc thi vòng loại và một cuộc thi chung kết năm được truyền hình trực tiếp trong mỗi mùa của Trò chơi âm nhạc, với luật chơi được cải tiến và bổ sung qua từng năm.
Số tiền thưởng cho mỗi đội khi kết thúc mỗi cuộc thi được tính bằng số điểm nhân với 10.000 đồng. Đội chiến thắng trong trận chung kết năm sẽ giành giải thưởng là một chuyến đi du lịch châu Âu trị giá 50 triệu đồng.

### Phiên bảnThe Lyrics Board(2005–2012)
Từ ngày 2 tháng 9 năm 2005, Trò chơi âm nhạc lên sóng một phiên bản mới dựa theo định dạng The Lyrics Board của Ireland. Phiên bản lần này được giới hạn lại dành cho cho các ca sĩ, nghệ sĩ, diễn viên,... và những người có khả năng ca hát. Hai đội tham gia vào mỗi chương trình với thành phần gồm ba người: một người đóng vai trò là đội trưởng (là người có kiến thức âm nhạc tốt, có khả năng chơi đàn cho các thành viên trong đội), một khách mời là ca sĩ và một người chơi có khả năng hát hay (một số chương trình sẽ có hai khách mời tham gia cùng đội trưởng). Vị trí đội trưởng được giao cho các nhạc sĩ, với hai đội trưởng đầu tiên là Tuấn Khanh và Hồ Hoài Anh, cùng với các đội trưởng Tuấn Hùng, Sỹ Luân, Vũ Quốc Việt, Hoàng Bách (AC&M), An Hiếu , Trung Kiên được thay đổi luân phiên sau một số tập phát sóng.
Phiên bản này cũng là phiên bản tồn tại lâu nhất trong toàn bộ chương trình, với thời gian phát sóng kéo dài bảy năm và kết thúc vào ngày 31 tháng 10 năm 2012.

### Phiên bảnĐừng quên lời bài hát(2012–2015)
Từ ngày 7 tháng 11 năm 2012, Trò chơi âm nhạc ra mắt một phiên bản mới dựa trên chương trình Don’t Forget The Lyrics! (tạm dịch tiếng Việt: Đừng quên lời bài hát) đến từ Hoa Kỳ, và mở rộng đối tượng cho mọi người chơi muốn tham dự. Không yêu cầu khả năng hát hay giống như phiên bản trước, mục tiêu của trò chơi là hát thuộc lời và chính xác mười bài hát để giành được giải thưởng cao nhất. Thí sinh tham dự chương trình có thể là người chơi đơn lẻ hoặc một cặp người chơi.

## Luật chơi

### Phiên bản thuần Việt

#### Năm thứ nhất (2002–2003)
Luật chơi dưới đây được áp dụng trong năm đầu tiên, từ ngày 12 tháng 7 năm 2002 đến ngày 20 tháng 6 năm 2003.
Vòng 1: Ai thế nhỉ
Có tất cả sáu miếng ghép, năm miếng ghép ngoài được đánh số từ 1 đến 5 (lần lượt có màu xanh dương, tím, đỏ, vàng, xanh lá) và một miếng ghép trung tâm có dấu chấm hỏi. Người dẫn chương trình sẽ mở lần lượt các miếng ghép theo thứ tự từ 1 đến 5, mỗi miếng ghép tương ứng với một câu hỏi (dưới dạng hỏi đáp nhanh hoặc trắc nghiệm với ba đáp án A, B, C). Các đội chỉ được bấm chuông sau khi câu hỏi được đọc xong, và chỉ có đội bấm chuông nhanh nhất được quyền trả lời. Trả lời đúng ghì được 10 điểm; trả lời sai thì hai đội còn lại không được trả lời câu hỏi, đồng thời miếng ghép chuyển thành dấu X màu đen và không thể chọn lại. Đội chơi có thể bấm chuông giành quyền đoán bức tranh bí ẩn sau ba miếng ghép, nếu trả lời đúng thì được cộng 20 điểm và vòng thi kết thúc ngay lập tức, nếu sai họ sẽ bị loại khỏi vòng chơi.
Vòng 2: Chiếc hộp âm nhạc
Mỗi đội có 60 giây để đoán các bài hát. Ở mỗi bài hát, các đội sẽ nghe giai điệu của bài và phải đoán tên bài hát. Mỗi lần đoán đúng bài hát được 10 điểm, đoán sai không có điểm.
Vòng 3: Trò chơi dành cho khán giả
Các khán giả sẽ được xem một đoạn băng để biết đề tài của bài hát, sau đó phải trả lời một câu hỏi liên quan tới bài hát vừa được nghe, trả lời đúng sẽ được nhận quà của chương trình. Khán giả cũng có thể hát các bài hát liên quan để được nhận thêm quà tặng từ ban tổ chức.
Vòng 4: Thế giới âm nhạc
Có sáu ô được đánh số từ 1 đến 6, tương ứng với một trong các lĩnh vực: ca khúc Việt Nam, dân ca và nhạc cổ truyền, nhạc thiếu nhi, ca nhạc quốc tế, nhạc phim và nhạc cổ điển (giao hưởng thính phòng). Mỗi lĩnh vực bao gồm sáu câu hỏi với các giá trị lần lượt là 10 điểm, 20 điểm, 40 điểm, 40 điểm, 80 điểm, 160 điểm; các dạng câu hỏi có thể là câu hỏi đáp nhanh và câu hỏi lựa chọn. Đội ghi được điểm tương ứng với mỗi câu trả lời đúng và không bị trừ điểm khi trả lời sai; riêng câu số 3 đến câu số 6, đội sẽ phải dừng phần chơi nếu trả lời sai ở các câu này.
Đối với câu hỏi số 3 và số 6, các đội có thể chọn đi tiếp hoặc dừng chơi trước khi trả lời câu hỏi, nhưng nếu trả lời sai sẽ bị trừ đi số điểm của câu hỏi trước đó và phần thi kết thúc.

#### Năm thứ hai (2003–2004)
Luật chơi dưới đây được áp dụng trong năm thứ hai, từ ngày 4 tháng 7 năm 2003 đến ngày 16 tháng 7 năm 2004.
Vòng 1: Ki ốt âm nhạc
Có bốn đĩa nhạc ứng với bốn bài hát, mỗi bài hát có bốn gợi ý với thời gian suy nghĩ cho một gợi ý là 10 giây (ba gợi ý đầu tiên được đưa ra dưới dạng chữ theo mức độ chi tiết tăng dần và gợi ý cuối là giai điệu của bài hát). Các đội chỉ được bấm chuông giành quyền trả lời một lần duy nhất ở mỗi bài hát. Trả lời đúng ở gợi ý đầu tiên được 40 điểm; đúng ở gợi ý thứ hai được 30 điểm; đúng ở gợi ý thứ ba được 20 điểm; đúng ở gọi ý cuối cùng chỉ được 10 điểm. Câu hỏi sẽ kết thúc khi hết thời gian 40 giây, khi có đội trả lời đúng hoặc cả ba đội đã trả lời sai câu hỏi.
Vòng 2: Khúc biến tấu ngộ nghĩnh
Đây là phần chơi dành cho khán giả tại trường quay. Người trả lời đúng một câu hỏi mà chương trình đưa ra sẽ được chọn để tham gia phần thi; người này sẽ đứng quay lưng đối với màn hình và hướng về phía khán giả. Có năm miếng ghép tương ứng với năm khái niệm, và các khán giả sẽ dùng các "biến tấu", nghĩa là không được dùng từ có trong khái niệm đó mà vẫn giải thích được cho người đứng trên sân khấu biết khái niệm nào đang được nói tới (không được dùng tiếng lóng và tiếng nước ngoài). Nếu người đứng trên sân khấu trả lời đúng thì người diễn tả sẽ được nhận quà. Sau năm miếng ghép, người đứng trên sân khấu sẽ trả lời bức tranh bí ẩn, trả lời đúng sẽ nhận được một phần quà là bình pha lê thủy tinh trị giá 100 nghìn đồng.
Vòng 3: Thế giới âm nhạc
Có sáu ô kiến thức gồm: ca khúc Việt Nam, dân ca và nhạc cổ truyền, nhạc thiếu nhi, ca nhạc quốc tế, nhạc phim và nhạc cổ điển (giao hưởng thính phòng). Mỗi ô kiến thức có hai câu hỏi với các giá trị lần lượt là 10 điểm và 20 điểm. Các đội dùng chuông để giành quyền trả lời, trả lời đúng ghi được số điểm của câu hỏi. Mỗi đội được chọn khóa Sol vàng và có thể dùng trong tất cả các câu hỏi, trả lời đúng câu hỏi có khóa Sol vàng được gấp đôi số điểm và trả lời sai bị trừ đi số điểm tương ứng.
Đây cũng là vòng thi tích điểm cuối cùng; kể từ vòng 4, các đội sẽ không còn tích điểm.
Vòng 4: Trò chơi đặc biệt
Mỗi đội cử một người chơi để tham gia vào phần thi này. Trước khi bắt đầu vòng thi, những người chơi sẽ bốc thăm để xác định thứ tự chơi và di chuyển về vị trí đứng ở bục màu xanh lá với người có số 1, màu xanh biển với người có số 2 và màu vàng với người có số 3. Khi các chiếc ghế xuất hiện, từng người chơi được ngồi lên ghế nóng và được đo nhịp tim (việc này chỉ mang tính chất thủ tục).
Phần thi này bao gồm các câu hỏi được đưa ra dưới dạng đúng hay sai; thứ tự trả lời câu hỏi ở mỗi vòng dựa theo thứ tự bốc thăm (1, 2, 3). Trả lời đúng câu hỏi, người chơi được ở lại sân khấu, nếu trả lời sai ghế sẽ được kéo vào phía sau sân khấu và người chơi bị loại. Phần thi kết thúc khi hai trên ba người chơi đã bị loại, khi đó người duy nhất còn lại sẽ được lọt vào vòng cuối cùng. Số điểm của các đội không thay đổi trong suốt phần chơi này.
Vòng 5: Nốt nhạc may mắn
Phần thi này dành cho người chơi cuối cùng còn trụ lại sau vòng Trò chơi đặc biệt. Có 10 ô với 10 bức hình của các ca sĩ, bên dưới mỗi ô là một câu hỏi từ số 1 đến số 10 và phần quà của chương trình. Người chơi được chọn ba ô bất kỳ trong 10 ô này; trả lời đúng câu hỏi ở mỗi ô sẽ được nhận phần quà trong ô đã chọn. Nếu trả lời đúng cả ba câu hỏi này, người chơi sẽ nhận được phần quà đặc biệt là một biểu tượng cây đàn lia trị giá 1 triệu đồng.
Các phần quà có trong phần thi này bao gồm:
- Nốt nhạc may mắn trị giá 300 điểm
- Nốt nhạc may mắn trị giá 50 điểm
- Nốt nhạc may mắn trị giá 20 điểm
- Phần quà của chương trình

#### Năm thứ ba (2004–2005)
Luật chơi dưới đây được áp dụng trong năm thứ ba, từ ngày 30 tháng 7 năm 2004 đến ngày 29 tháng 7 năm 2005.
Vòng 1: Ki ốt âm nhạc
Luật chơi giống như năm thứ hai.
Vòng 2: Đồng hồ âm nhạc
Một chiếc đồng hồ có 12 số từ 1 đến 12 và một ô ở bên trong chứa các số điểm là 10, 20, 30 và 0 điểm (ở trận chung kết năm, ô 40 điểm được xuất hiện thay cho ô 0 điểm). Mỗi đội có hai lượt chơi, bắt đầu từ đội có số điểm thấp nhất. Khi người dẫn chương trình quay đồng hồ, đèn sẽ sáng và di chuyển vòng quanh 12 ô số, đồng thời vòng điểm ở bên trong cũng sẽ quay. Sẽ có một đoạn bài hát được phát ra ở mỗi ô mà đèn dừng lại, thời gian suy nghĩ cho mỗi lời bài hát là 20 giây. Các đội bấm chuông để giành quyền hát (riêng đội đang trong lượt chơi của mình có 10 giây chuẩn bị), hát đúng sẽ ghi được 10 điểm.
Sau đó, đội chơi phải trả lời một câu hỏi phụ, trả lời đúng sẽ ghi được số điểm tương ứng với số điểm mà mũi tên chỉ vào ở ô phía trong và trả lời sai sẽ bị trừ đi số điểm trong ô đó. Nếu số điểm trong ô mũi tên là 0 điểm thì đội không được quyền trả lời câu hỏi phụ sau khi hát
Vòng 3: Trò chơi dành cho khán giả
Vòng thi này sử dụng lại thiết kế luật chơi của vòng 1 trong năm đầu tiên (2002). Có tất cả sáu miếng ghép, năm miếng ghép ngoài được đánh số từ 1 đến 5 (lần lượt có màu xanh dương, tím, đỏ, vàng, xanh lá) và một miếng ghép trung tâm có dấu chấm hỏi. Người dẫn chương trình sẽ mở lần lượt các miếng ghép theo thứ tự từ 1 đến 5, mỗi miếng ghép tương ứng với một câu hỏi (dưới dạng hỏi đáp nhanh hoặc trắc nghiệm với ba đáp án A, B, C). Khán giả trong trường quay giơ tay để giành quyền trả lời, trả lời đúng sẽ được nhận một phần quà của ban tổ chức. Sau cả năm miếng ghép, khán giả sẽ đưa ra câu trả lời cho bức tranh bí ẩn, trả lời đúng sẽ được nhận một chiếc đồng hồ từ chương trình.
Vòng 4: Chiếc thẻ âm nhạc
Trên sân khấu có 2 bảng: bảng A có 12 nhạc sĩ, ca sĩ thể hiện và bảng B có 9 bài hát. Các đội sẽ nghe nhạc và lấy một tấm thẻ có tên bài hát nghe được ở bảng B để cất vào ô có ca sĩ thể hiện hoặc nhạc sĩ sáng tác ca khúc đó ở bảng A. Ở mỗi thẻ, các đội có ba lần nối, sau khi ghép xong đội chơi bấm chuông để chuyển sang bài hát tiếp theo. Thời gian để tham gia phần chơi này là 60 giây; mỗi thẻ ghép đúng ghi được 10 điểm và đèn đỏ sẽ phát sáng.
Vòng 5: Nốt nhạc may mắn
Phần thi này chỉ dành cho đội có số điểm cao nhất sau ba vòng thi. Có tất cả tám ô câu hỏi và năm mảng kiến thức để chọn gồm: ca nhạc quốc tế, ca khúc Việt Nam, dân ca & nhạc cổ truyền, nhạc thiếu nhi, giao hưởng thính phòng (mỗi mảng kiến thức gồm có ba câu hỏi). Đội chơi cần trả lời đúng câu hỏi để được chọn một ô quà.
Các phần quà trong phần thi này bao gồm:
- 3 nốt nhạc may mắn trị giá 300 điểm
- 4 phần quà của chương trình
- 1 ô trống

Riêng ở trận chung kết, cả ba đội đều được tham gia vào phần thi với ba lượt chơi cho mỗi đội. Có các nốt nhạc may mắn trị giá 10 điểm, 20 điểm, 30 điểm, 40 điểm. Ở mỗi câu hỏi, mỗi đội có 10 giây suy nghĩ; trả lời đúng ghi được điểm của câu hỏi, trả lời sai thì hai đội còn lại sẽ bấm chuông giành quyền trả lời.

### Phiên bảnThe Lyrics Board
Vòng 1
Có tất cả sáu ô số được đánh số thứ tự từ 1 đến 6, mỗi ô chứa một từ (có thể là từ đơn hoặc từ phức hai âm tiết), mỗi từ là 1 phần lời nhạc của bài hát gốc, (trong đó gồm có 4 ô màu xanh dương và 2 ô màu đỏ). Đội có quyền mở ô bất kỳ hoặc nhường cho đội còn lại. Nếu từ khóa xuất hiện trong ô màu xanh dương thì đội mở được sẽ phải hát một bài hát có từ khóa gợi ý đã cho, hát đúng được 50 điểm (trước 6/1/2006 là 20 điểm, trước 15/9/2006 là 30 điểm, từ 15/9/2006 - 2007, trừ 7/9/2007 là không có điểm nhưng vẫn tính là vượt qua ô màu xanh) và được mở ô tiếp theo. Nếu mở ô màu đỏ thì lượt chơi được chuyển sang cho đối phương. Hát được bài hát gốc (bài hát chứa toàn bộ dãy từ khoá) ghi được 150 điểm (trước 6/1/2006 là 100 điểm, trước 21/7/2006 là 120 điểm). Trong trường hợp đội mở ô màu xanh dương mà hát sai (hát một bài hát nhưng không có từ khóa), thì lượt chơi sẽ được chuyển sang cho đội còn lại.
Ở vòng 1, người dẫn chương trình sẽ mời 1 đội bất kỳ mở ô số. Nếu đội thua cuộc trong vòng này trước khi sẽ nhận được quyền ưu tiên từ vòng 2 đến khi chương trình khép lại.
Vòng 2
Vòng 2 có 5 ô số 1, 2, 3, 4 và 5 (gồm 3 ô màu xanh dương và 2 ô màu đỏ), luật tương tự như vòng đầu tiên.
Vòng 3
Vòng 3 có 4 ô số 1, 2, 3 và 4 (gồm 3 ô màu xanh dương và 1 ô màu đỏ), luật giống như 2 vòng. 2008, nếu mở được ô may mắn (ô có khung hình ngôi sao bao quanh) thì người chơi được nhận được phần quà từ nhà tài trợ, 2009 - 2010 thì được xuất hiện ở 1 trong 2 vòng đầu.
Vòng 4
Vòng cuối cùng có tất cả 6 ô số 1, 2, 3, 4, 5 và 6, (tất cả 6 ô số đều là màu xanh dương), đội thua cuộc sau khi được nhận quyền ưu tiên có quyền nhường cho đội bên. Các đội sẽ không phải hát các bài hát có chứa từ khoá vừa mở được mà chỉ cần đoán ra bài hát gốc. Vòng này chỉ kết thúc khi đã có đội đoán ra bài hát gốc, lúc đó đội đoán bài hát gốc ghi được thêm 200 điểm. Bài hát gốc của vòng cuối cùng sẽ được 2 đội thể hiện trong vòng 4 của chương trình và chương trình sẽ kết thúc.
Sau bài hát gốc, 2 đội sẽ trả lời câu hỏi phụ (vòng 1 và vòng 3) hoặc nghe âm thanh hoặc hình ảnh bài hát (vòng 2). Nếu trả lời đúng, ghi được 50 điểm. Ngược lại, trả lời sai thì đội còn lại sẽ giành được quyền trả lời. Riêng vòng cuối cùng không có câu hỏi phụ.

### Phiên bảnĐừng quên lời bài hát
Người chơi phải hát đúng lời của các ca khúc trong chương trình, với tổng cộng 10 bài hát. Ở mỗi ca khúc, người chơi chọn một trong chín chủ đề âm nhạc có sẵn (chủ đề thứ 10 mang tên "Bài hát chiến thắng" chỉ được sử dụng ở ca khúc cuối cùng), sau đó lựa chọn một trong hai ca khúc thuộc thể loại đó. Các thông tin được cung cấp cho người chơi bao gồm tên bài hát, tên tác giả, tên ca sĩ hoặc nhóm nhạc thể hiện và album chứa bài hát đó.
Người chơi sau đó sẽ thể hiện trực tiếp ca khúc đã chọn cùng với ban nhạc. Khi nhạc dừng lại và các ô trống hiện ra trên màn hình, người chơi phải điền lời bài hát tương ứng với những từ đã bị giấu đi trong ca khúc (ít nhất 3 từ và nhiều nhất là 15 từ); những ca khúc tại cấp độ cao hơn có nhiều từ bị giấu đi hơn. Nếu hát đúng, toàn bộ cụm từ đã điền sẽ được tô màu xanh lá và người chơi được nâng lên cấp độ cao hơn kế tiếp (xem thang tiền thưởng cụ thể ở bên dưới). Ngược lại, những từ đã hát sai sẽ được tô màu đỏ và người chơi sẽ bị loại ngay lập tức. 
| Mức | Tiền thưởng      |
| --- | ---------------- |
| 10  | 100.000.000 đồng |
| 9   | 50.000.000 đồng  |
| 8   | 30.000.000 đồng  |
| 7   | 15.000.000 đồng  |
| 6   | 10.000.000 đồng  |
| 5   | 5.000.000 đồng   |
| 4   | 3.000.000 đồng   |
| 3   | 1.000.000 đồng   |
| 2   | 500.000 đồng     |
| 1   | 200.000 đồng     |

Trong quá trình chơi, người chơi có ba quyền trợ giúp sau và có thể sử dụng bất cứ lúc nào:
- Nhờ người thân trợ giúp: Người chơi chọn một trong hai người đi cùng (hoặc cả hai người họ) để thể hiện lại ca khúc và hỗ trợ điền những từ bị giấu. Trong trường hợp có nhiều người chơi chính cùng tham gia, quyền trợ giúp này sẽ bị loại bỏ ngay từ đầu.
- Mở 2 từ bất kỳ: Người chơi chọn hai từ đã bị giấu bất kỳ để mở và phải tự điền những từ còn lại. Các từ đã mở ra được đánh dấu bằng màu xanh lá.
- 3 đáp án: Có ba đáp án tương ứng với lời bài hát bị giấu đi, các đáp án này thường chỉ khác biệt ở một số từ, những từ còn lại giống nhau được mặc định là đúng và có màu xanh lá. Người chơi chọn một đáp án mà họ nghĩ là phù hợp nhất với ca khúc.

Sau khi vượt qua bài hát thứ tư, người chơi nhận được giải thưởng trị giá 3.000.000 đồng; số tiền này sẽ luôn được đảm bảo cho người chơi ngay cả khi họ hát sai ở các bài hát kế tiếp. Trong trường hợp hát sai khi chưa vượt qua cột mốc này, người chơi sẽ ra về mà không có tiền thưởng. Kể từ bài hát thứ năm, người chơi có quyền dừng cuộc chơi trước khi chốt đáp án để bảo toàn số tiền thưởng mà họ có.
Đối với "Bài hát chiến thắng", người chơi phải hát một ca khúc được cho sẵn mà không có quyền chọn một trong hai ca khúc như các chủ đề còn lại. Người chơi có quyền dừng cuộc chơi trước khi biết chủ đề của "Bài hát chiến thắng", nhưng một khi ca khúc này đã được tiết lộ thì họ không được phép dừng lại giữa chừng nữa và phải tự điền lời bài hát mà không được sử dụng bất kỳ quyền trợ giúp nào, đồng thời số từ bị giấu sẽ không được tiết lộ. Nếu hát đúng ở ca khúc cuối cùng, người chơi sẽ giành chiến thắng chung cuộc và giành được giải thưởng trị giá 100.000.000 đồng; nếu thất bại sẽ ra về với giải thưởng 3.000.000 đồng.

## Những người chơi xuất sắc

### Phiên bản 3
Dưới đây là những người chơi từng đạt được giải thưởng ít nhất đến 8 ca khúc trong phiên bản 3 của chương trình này.
| Ngày                    | Tên người chơi                     | Giải thưởng     | Ghi chú |
| ----------------------- | ---------------------------------- | --------------- | --- |
| 10/9/2014               | Minh Thuận                         | 50.000.000 đồng | Người đầu tiên vượt qua cột mốc này trong chương trình và là người chơi thắng giải lớn nhất sau hai năm từ khi phiên bản mới lên sóng. |
| 8/10/2014               | Đạo diễn Cao Trung Hiếu            | 50.000.000 đồng | Người thứ hai nhận giải thưởng này trong chương trình, chia sẻ kỷ lục với ca sĩ Minh Thuận. Đã từng tham dự Trò chơi âm nhạc vào cuối năm 2010, khi chương trình đang ở phiên bản 2, cùng với đội trưởng Hồ Hoài Anh và ca sĩ Đoan Trang. |
| 5/2/2014                | Đinh Tiến Dũng                     | 30.000.000 đồng | Số phát sóng đầu tiên của năm Giáp Ngọ (2014). Đây là lần thứ 4 anh tham gia chương trình. Ba lần trước anh tham gia đều trong năm 2011 vào các ngày 24 tháng 6, 25 tháng 11 và 30 tháng 12.                                              |
| 25/6/2014               | Mandy Thanh Trúc                   | 30.000.000 đồng | Ca sĩ, Top 9 Vietnam Idol 2012. |
| 3/9/2014                | Mai Quốc Việt                      | 30.000.000 đồng | Ca sĩ |
| 1/10/2014               | Việt Khuê                          | 30.000.000 đồng | Ở phần đầu của chương trình, Việt Khuê thử đóng vai trò dẫn dắt chương trình trước khi trả lại vị trí này cho MC Nguyên Khang. |
| 26/11/2014 - 3/12/2014  | MC Xuân Hiếu                       | 30.000.000 đồng | |
| 10/12/2014 - 17/12/2014 | Thanh Tùng                         | 30.000.000 đồng | Ca sĩ, vận động viên wushu, Top 5 Vietnam Idol 2012 |
| 24/12/2014              | Uyên Nguyên - Hà My                | 30.000.000 đồng | Cặp đôi xuất hiện trong số phát sóng đặc biệt đón Giáng sinh. |
| 4/2/2015                | Trương Bảo Như                     | 30.000.000 đồng | |
| 11/2/2015               | La Quốc Hùng - Ninh Dương Lan Ngọc | 30.000.000 đồng | Cặp đôi xuất hiện chương trình cuối cùng của năm Giáp Ngọ (2014). |
| 25/2/2015               | Nhóm OPlus                         | 30.000.000 đồng | Cặp thành viên ban nhạc xuất hiện trong chương trình đầu tiên của năm Ất Mùi (2015). |
| 15/4/2015               | Ca sĩ Lưu Hiền Trinh               | 30.000.000 đồng | |
| 22/4/2015               | Diễn viên Đỗ Duy Nam               | 30.000.000 đồng | |
| 29/7/2015               | Ca sĩ Tia Hải Châu                 | 30.000.000 đồng | Nhà vô địch Tôi là... người chiến thắng 2013 |

## Người dẫn chương trình
Nhà báo Đặng Diễm Quỳnh và biên tập viên Vũ Anh Tuấn là hai người dẫn chương trình gắn bó với Trò chơi âm nhạc từ thời điểm phát sóng đầu tiên vào năm 2002. Cho đến cuộc thi đầu tiên của năm thứ ba (lên sóng vào cuối tháng 7 năm 2004), Ngọc Linh được công bố là người dẫn mới cùng với Anh Tuấn, thay thế cho Diễm Quỳnh chuyển sang vai trò sản xuất.
Khi chương trình chuyển sang phiên bản mới vào ngày 2 tháng 9 năm 2005, Diễm Quỳnh quay trở lại vị trí cũ và trở thành người dẫn dắt duy nhất của Trò chơi âm nhạc, trước khi được thay thế bởi Anh Tuấn vào đầu tháng 4 năm 2006. Anh Tuấn cũng là người đồng hành xuyên suốt của chương trình cho đến cuối tháng 10 năm 2012; ngoại trừ số phát sóng vào ngày 7 tháng 9 năm 2007 (kỷ niệm hai năm ra mắt phiên bản mới của chương trình và 37 năm thành lập VTV) với nhà báo Lại Văn Sâm là người dẫn dắt chương trình, còn hai MC Anh Tuấn và Diễm Quỳnh tham gia với tư cách người chơi. Trong chương trình kỷ niệm 1 năm phát sóng phiên bản mới vào ngày 8 tháng 9 năm 2006, cả Anh Tuấn và Diễm Quỳnh cũng đã cùng xuất hiện ở vị trí dẫn đôi.
Kể từ thời điểm ra mắt phiên bản mới Đừng quên lời bài hát vào năm 2012, Trò chơi âm nhạc được chuyển sang ghi hình tại Thành phố Hồ Chí Minh với người dẫn chương trình mới Nguyên Khang. Anh là người dẫn trong phần lớn thời gian phát sóng của phiên bản này cho đến khi chương trình kết thúc vào năm 2015, ngoại trừ giai đoạn từ ngày 23 tháng 9 đến ngày 28 tháng 10 năm 2015 được dẫn dắt bởi MC Quốc Minh (Minh Xù).

## Phát sóng

### Phát sóng
- 12/7/2002 - 17/2/2012: 20:00 thứ 6
- 22/2/2012 - 30/12/2015: 20:00 thứ 4[19]

### Phát lại
- 10:30 thứ 2, 07:00 thứ 7: 05:10 thứ 2, 13:50 Thứ 5; 16:00 Chủ nhật: VTV3
- 2012: VTV9

### Tạm ngừng phát sóng
Trò chơi âm nhạc đã có một số lần phải tạm ngừng phát sóng do trùng với các sự kiện đặc biệt. Các chương trình bị hoãn đã được phát sóng trở lại vào 7 ngày sau đó. Cụ thể:
- Trong các giai đoạn vào các ngày 27/6/2003, 23/7/2004 và từ ngày 5 đến 26/8/2005, nhằm mục đích thay đổi luật chơi và thiết kế sân khấu.
- 15/8 và 3/10/2003, do trùng với thời điểm phát sóng trực tiếp chương trình "Quà tặng âm nhạc".
- 5 và 12/12/2003, để phục vụ cho việc phát sóng trực tiếp SEA Games 22.
- 31/12/2004, do trùng với cầu truyền hình trực tiếp "Nối vòng tay lớn".
- 16/6/2006, do trùng với thời điểm diễn ra truyền hình trực tiếp các trận đấu trong World Cup 2006, trong đó VTV có bản quyền phát sóng.[20]
- 1/8/2008, do trùng với thời điểm diễn ra trận đấu giao hữu bóng đá giữa đội tuyển quốc gia Việt Nam và đội tuyển Olympic Brasil.[21]
- Trong các số ngày 31/1/2003 (29 Tết) cùng 16/2/2007 (29 Tết) và 18/2/2015 (30 Tết), do trùng với thời điểm hòa sóng VTV để phát sóng các chương trình trong dịp Tết Nguyên Đán.

## Nhà tài trợ
- Kotex (2002–2006)
- Nescafe (2006–2007)
- Coca-Cola (2007)[13]
- Kaila (2008)
- Nokia (2009)[8]
- Vinasoy (2008–2011, 2014)[11]
- Sensa Cools (2012–2013)[22]